# تود غولدبرغ
تود غولدبرغ (بالإنجليزية: Tod Goldberg)‏ (10 يناير 1971، بيركلي في الولايات المتحدة)؛ مدرس وروائي أمريكي.